# ميخائيل باسيت
ميخائيل باسيت (بالإنجليزية: Michael Bassett)‏ هو كاتب سير ومؤرخ وسياسي نيوزلندي، ولد في 28 أغسطس 1938 في أوكلاند في نيوزيلندا. حزبياً، نشط في حزب العمال النيوزيلندي. وقد انتخب عضو مجلس النواب النيوزيلندي.